# Florrie Rodrigo
Florrie Rodrigo (geboren als Flora Rodriguez; Amsterdam, 3 september 1893 – aldaar, 11 juli 1996) was een Nederlands politiek en sociaal bewogen danseres en choreografe.

## Biografie
Rodriguez werd geboren als dochter van Mordechaij Rodrigues en Rebecca Reindorp. Haar vader was een diamantbewerker van Portugees-joodse afkomst. Haar moeder was orthodox joods. Rodriguez had nog een zus.
Reeds in haar jeugd kreeg Rodriguez de nodige politieke kennis bijgebracht. Haar vader, een sociaaldemocraat, liet haar onder andere meedoen aan de 1 mei-optocht. Op 17-jarige leeftijd trouwde Rodriguez met acteur Harry Bierman. Dit huwelijk strandde uiteindelijk op 6 mei 1920. Wel was het dankzij Bierman dat Rodriguez met haar danscarrière begon. Hiervoor volgde ze lessen ritmische gymnastiek aan de Toneelschool Amsterdam bij Angèle Sydow en ging aan de slag bij de Nederlandsche Opera van Gerhardus Hendricus Koopman en het cabaret van Jean-Louis Pisuisse. Hier nam ze officieel haar artiestennaam Florrie Rodrigo aan.
Na haar scheiding leerde Rodrigo de Amsterdamse kunstenaarsgroep De Universalisten kennen. Onder hen bevond zich journalist en schrijver Kees (Cornelis) de Dood, met wie ze op 31 januari 1922 trouwde. De twee kregen geen kinderen. Rodrigo besloot haar geluk te gaan beproeven in Berlijn, waar ze balletles nam en zelf ook les ging geven. Ze maakte in Berlijn naam als Grotesk-Tänzerin. Haar dans werd vooral beïnvloed door het expressionisme. Na het succes in Berlijn ging ze ook elders in Duitsland optreden, vooral met parodiërende acts.
Toen het antisemitisme onder invloed van de Nazi’s echter gestaag toenam, zag ze zich in 1926 genoodzaakt om samen met haar man terug naar Amsterdam te gaan. In Amsterdam trad ze op bij de Bouwmeester-revue. Tevens begon ze nieuwe optredens te bedenken waarin ze haar joodse identiteit verwerkte. In 1930 werd ze lid van de Communistische Partij Holland en de Socialistische Kunstenaars Kring (SKK). Ze gebruikte haar dansstukken om te protesteren tegen politieke en sociale gebeurtenissen, zoals het bombardement op De Zeven Provinciën in 1933. Het stuk dat ze hierover maakte, 'Schepelingen', werd als dusdanig controversieel gezien dat na de première verdere voorstellingen ervan werden verboden. Wel werd het stuk nog in besloten kring opgevoerd voor de Arbeiders Film- en Theater-Bond.
Omdat vanwege haar controversiële dansstuk theaters haar begonnen te weren en ze geen nieuwe leerlingen meer kreeg, week Rodrigo uit naar Brussel. Hier richtte ze het Les Quatres Femmes Rodrigo op, dat naast haarzelf bestond uit Martha Bruyn, Selma Chapon en Greetje Donker. Ze bleef zich in haar dansstukken verzetten tegen het nationaalsocialisme in Duitsland. Verder trad ze op voor idealistische doeleinden, zoals de Vereeniging van Vrienden der Sovjet-Unie, het Werkloozen Strijd-Comité en het Vrouwen Strijd-Comité. Eind jaren 30 besloot ze uit de communistische partij te stappen.
In 1941 werkte Rodrigo mee aan de balletfilm 'Droomland Melodie' van H. Wassenaar. Tijdens de Tweede Wereldoorlog werden Rodrigo’s moeder en zus gedeporteerd; ze overleefden de oorlog niet. Na de oorlog trad Rodrigo op met het anti-oorlogsballet 'Verzet', waarmee ze Nederland vertegenwoordigde op het internationale balletconcours in Kopenhagen. Het stuk werd tevens opgevoerd in de Amsterdamse Balletcombinatie. 
In 1949 stopte Rodrigo vanwege haar leeftijd met dansen en ging zich geheel concentreren op het lesgeven. In 1965 overleed haar man. 
In 1983 ontving Rodrigo bij haar 90ste verjaardag een koninklijke onderscheiding (Ridder in de Orde van Oranje Nassau) en in 1993 maakte Frank Rosen voor Rodrigo’s honderdste verjaardag een borstbeeld van haar, dat werd onthuld in de Amsterdamse Stadsschouwburg. Rodrigo stierf in 1996 op 102-jarige leeftijd.

## Werken
- Kobold
- Bydlo
- Hollandse boerendansen
- Japanse dans
- Strijdlied
- Rouwlied voor Lenin
- De Mijnwerker
- Vaderland...?
- Vreemd Land
- Schepelingen
- Matrozendans
- De Duivel in het Gemeentehuis
- Op Vrije Voeten
- Verzet